# صندوق رملي

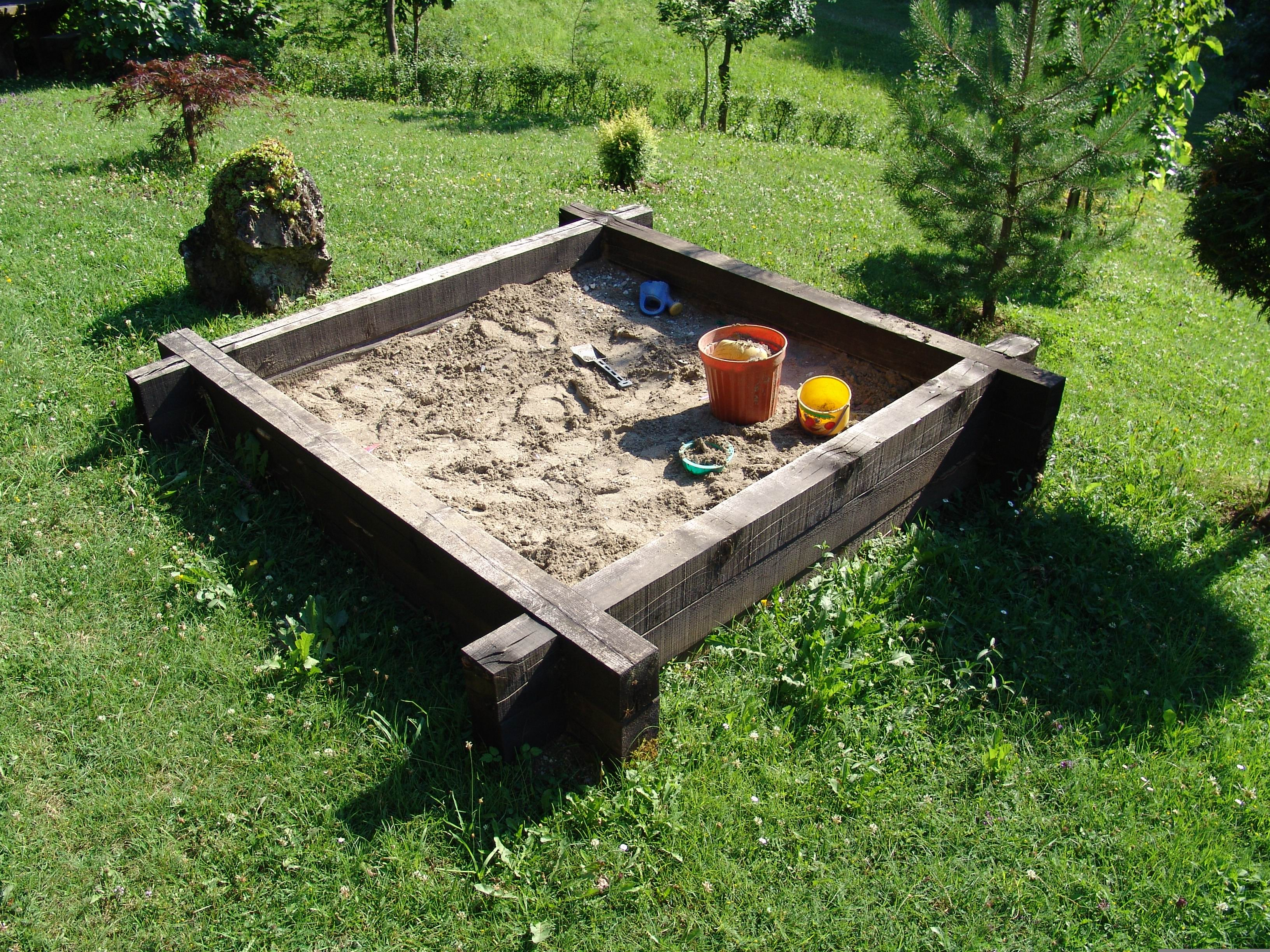
صندوق رملي مع أدوات اللعب التي يستخدمها الأطفال للعب في الرمل.

صندوق الرمل أو ملعب الرمل هو حاوية واسعة ومنخفضة أو حفرة سطحية ممتلئة بالرمل الذي يمكن للأطفال اللعب فيه. يبني العديد من أصحاب المنازل الذين لديهم أطفال صناديق الرمل في الحديقة لأنها، على العكس من الكثير من معدات الملاعب، سهلة ورخيصة التركيب. ويمكن أن يشير مصطلح «حفرة الرمل» إلى تعدين الرمل خلال الحفرة المكشوفة.
يشجع صندوق الرمل عملية المخيلة والإبداع لدى الأطفال بتقديم المواد والمساحة اللازمة لبناء العديد من الأشكال مثل القلاع الرملية، واستخدام الألعاب من الشاحنات والمجرف والسطل لتحريك الرمل في كل جانب، وحفر الخنادق ودفن الأشياء، وما إلى ذلك. وبعبارة أخرى، يوفر الرمل وسطًا يمكن للأطفال التظاهر فيه باستكشاف وبناء وتدمير العالم في ثلاثة أبعاد. هذه الفكرة من الإبداع والتجريب هي مصدر الاستخدامات الاستعارية لكلمة «صندوق الرمل» أو «حفرة الرمل».

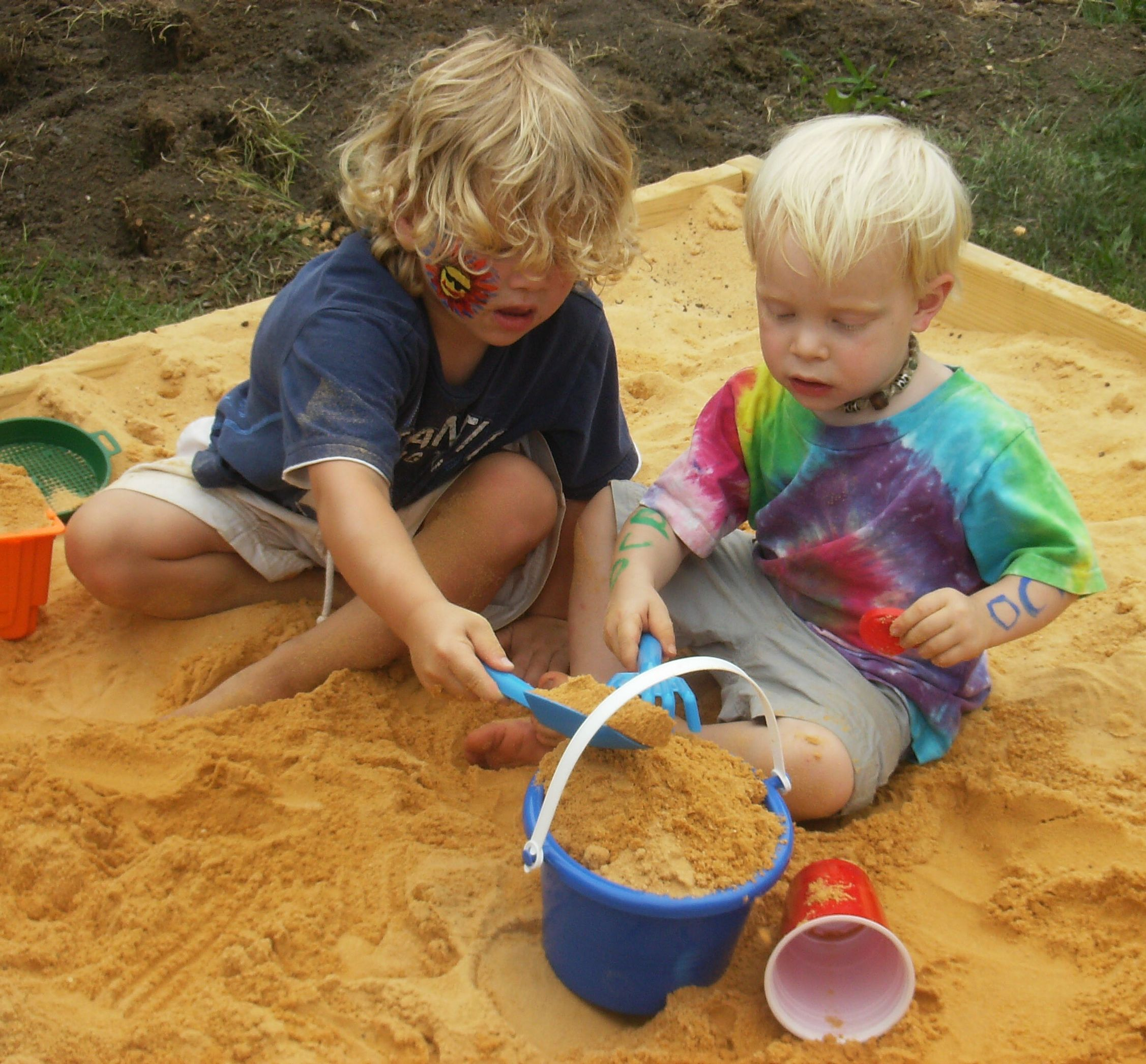
أطفال يلعبون في صندوق رمل كبير يتسع لمجموعة.

تُعدّ «الحفرة» أو «الصندوق» ببساطة وعاءً يضم الرمل حتى لا يتبعثر خارج نبات المروجأو أي سطح محيط آخر. تُصنع الصناديق ذات الأشكال المختلفة عادة من الألواح الخشبية أو الجذوع أو الإطارات الخشبية الأخرى التي تتيح للأطفال الوصول السهل للرمل وتوفر أيضًا مكانًا مناسبًا للجلوس. وتتوافر تجاريًا صناديق رمل صغيرة. وتكون مصنوعة عادة من البلاستيك وتتخذ شكل حيوان أو أي شكل مألوف آخر.
يكون لهذه الصناديق أحيانًا أغطية لتغطية الرمل عند عدم الاستخدام، وبذلك لا يتلوث الرمل نتيجة تبول أو تبرز الحيوانات المارة. كم أن وجود أغطية يمنع ابتلال الرمل في الصناديق الموجودة بالخارج عند هطول الأمطار، بالرغم من أنه قد يكون من المرغوب عادة وجود بعض الرطوبة لتساعد على تماسك الرمل معًا. يمكن أيضًا استخدام صناديق الرمل الجاهزة بالداخل، خاصة في منشآت الرعاية النهارية. كما تستخدم أيضًا مواد بخلاف الرمل، مثل دقيق الشوفان، الذي يُعد بالضرورة غير سام وخفيفًا بالقدر الذي يكفي لتفريغه بسهولة.
يمكن أن يكون لصندوق الرمل قاعدة صلبة أو يمكن بناؤها على التربة مباشرة. وكونها على التربة مباشرة يتيح الصرف الحر (الذي يُعد مفيدًا إذا كان السطح مفتوحًا دون غطاء) ولكن قد يؤدي إلى تلوث الرمل بالتربة إذا حفر الأطفال بعمق.
يتلوث الرمل بمرور الوقت ويُستبدَل في النهاية. ويمكن التخلص من الرمل القديم أو استخدامه في أغراض أخرى (على سبيل المثال، الخلط في الخرسانة).

قد يستخدم بعض الأشخاص رمل البناء العادي لملء صناديق الرمل، في حين يستخدم آخرون رملاً خاصًا بصناديق الرمل. وحيث إنه لا يُغسل، فإن رمل البناء أرخص بكثير ولكنه عادة ما يحتوي على مواد مثل الطين التي يمكن أن تلطخ الملابس. كما يحتوي أيضًا على خليط من الحبيبات والألوان، ومن ثَمّ لا يروق للعين. يمكن أن تتم غربلة رمل البناء العادي بالغربال وغسله لإزالة الطين والجزيئات لجعل وسط اللعب أكثر نظافة. استبدلت العديد من المدارس والملاعب في أمريكا الشمالية الرمل حول بنايات اللعب بخليط من رقائق الخشب حيث إنها أرخص ولا تسبب اتساخ الملابس.

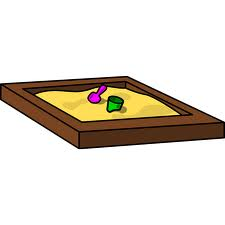
صندوق رمل مع سطل أخضر ومجراف وردي.

## وصلات خارجية
- Example of Wooden Sand Pit / Sand Box